# پاراپا رپر
پاراپا رپر یک بازی ویدئویی ریتم توسعه‌یافته توسط سونی کامپیوتر انترتینمنت برای پلی‌استیشن می‌باشد که در ژاپن در سال ۱۹۹۶ و در سرتاسر جهان در سال ۱۹۹۷ منتشر گردید.